# Panettone
Panettone este un produs de panificație, similar cozonacului, specific bucătăriei italiene. În mod tradițional, acesta conține stafide și alte fructe confiate. În general, panettone se consumă în perioada sărbătorilor (de Crăciun).